# دونگا پشچانیتسا
دونگا پشچانیتسا (به صربی: Donja Peščanica) یک منطقهٔ مسکونی در صربستان است که در الکسیناتس واقع شده‌است. دونگا پشچانیتسا ۱۲۲ نفر جمعیت دارد.